# Лихтенберг (футбольный клуб)
«Лихтенберг» — немецкий футбольный клуб из Берлина, выступающий в Северо-Восточной Региональной лиге. Основан в 1947 году.
Играет на стадионе «Арена Ханc Цошке», носящем имя спортсмена и борца коммунистического сопротивления, погибшего от рук нацистского режима в 1944 году. Он был построен в 1951 году и в настоящее время вмещает 10 тысяч зрителей. Местные предания гласят, что руководитель Штази Эрих Мильке приказал снести здание после того, как стал свидетелем поражения своего любимого клуба   из окна офиса. Стадион был спасён после того, как вдова Зошке Эльфрид обратилась к руководителю Коммунистической партии Эриху Хонеккеру.
У команды также имеется фарм-клуб «Лихтенберг II». В 1971 году на профессиональном уровне дебютировал ЖФК «Лихтенберг 47».
В сезоне 1950/51 клуб единственный раз в своей истории выступал в высшей лиге ГДР, но стал лишь семнадцатым.
Принципиальные соперники — «Альтглинике», «Виктория», «Динамо».